# Morne D’Or
Morne D’Or (dt.: „Berg von Gold“) ist ein Ort im Quarter (Distrikt) Castries im Westen des Inselstaates St. Lucia in der Karibik. 

## Geographie
Der Ort ist ein östlicher Vorort von Roseau im Zentrum des Quarters, der sich im Tal des Roseau River weit nach Osten zieht. Im Umkreis liegen die Siedlungen Belair, Vanard, Morne Ciseaux, Jacmel, Perou und Coolietown.

## Klima
Nach dem Köppen-Geiger-System zeichnet sich Morne D’Or durch ein tropisches Klima mit der Kurzbezeichnung Af aus.